# Sonny's Story
Sonny's Story — студійний альбом американського блюзового музиканта Сонні Террі, випущений у 1961 року лейблом Bluesville.

## Опис
Sonny's Story є чудовою демонстрацією талантів Сонні Террі, який завжди знаходився у тіні свого партнера гітариста Брауні Макгі. Тут Террі грає на сольно на акустиці, йому акомпанують Дж. К. Берріс на гармоніці; і Стікс Макгі (молодший брат Брауні) та ударник Белтон Еванс на декількох композиціях. Ця сесія вважається одним з найкращих сольних записів Террі.

## Список композицій
1. «I Ain't Gonna Be Your Dog No More» (Сонні Террі) — 3:41
2. «My Baby Done Gone» (Сонні Террі) — 3:19
3. «Worried Blues» (Джеймс Д. Гарріс) — 3:52
4. «High Powered Woman» (Сонні Террі) — 2:56
5. «Pepperheaded Woman» (Сонні Террі) — 4:05
6. «Sonny's Story» (Сонні Террі) — 3:23
7. «I'm Gonna Get on My Feets Afterwhile» (Сонні Террі) — 4:02
8. «Four O'Clock Blues» (Сонні Террі) — 3:32
9. «Telephone Blues» (Сонні Террі) — 3:32
10. «Great Tall Engine» (Сонні Террі) — 2:55

## Учасники запису
- Сонні Террі — губна гармоніка, вокал
- Дж. К. Берріс — губна гармоніка
- Стікс Макгі — гітара
- Белтон Еванс — ударні

Технічний персонал
- Руді Ван Гелдер — інженер
- Дон Шліттен — дизайн
- Есмонд Едвардс — фотографія
- Джо Голдберг — текст